# دستگاه مرغک

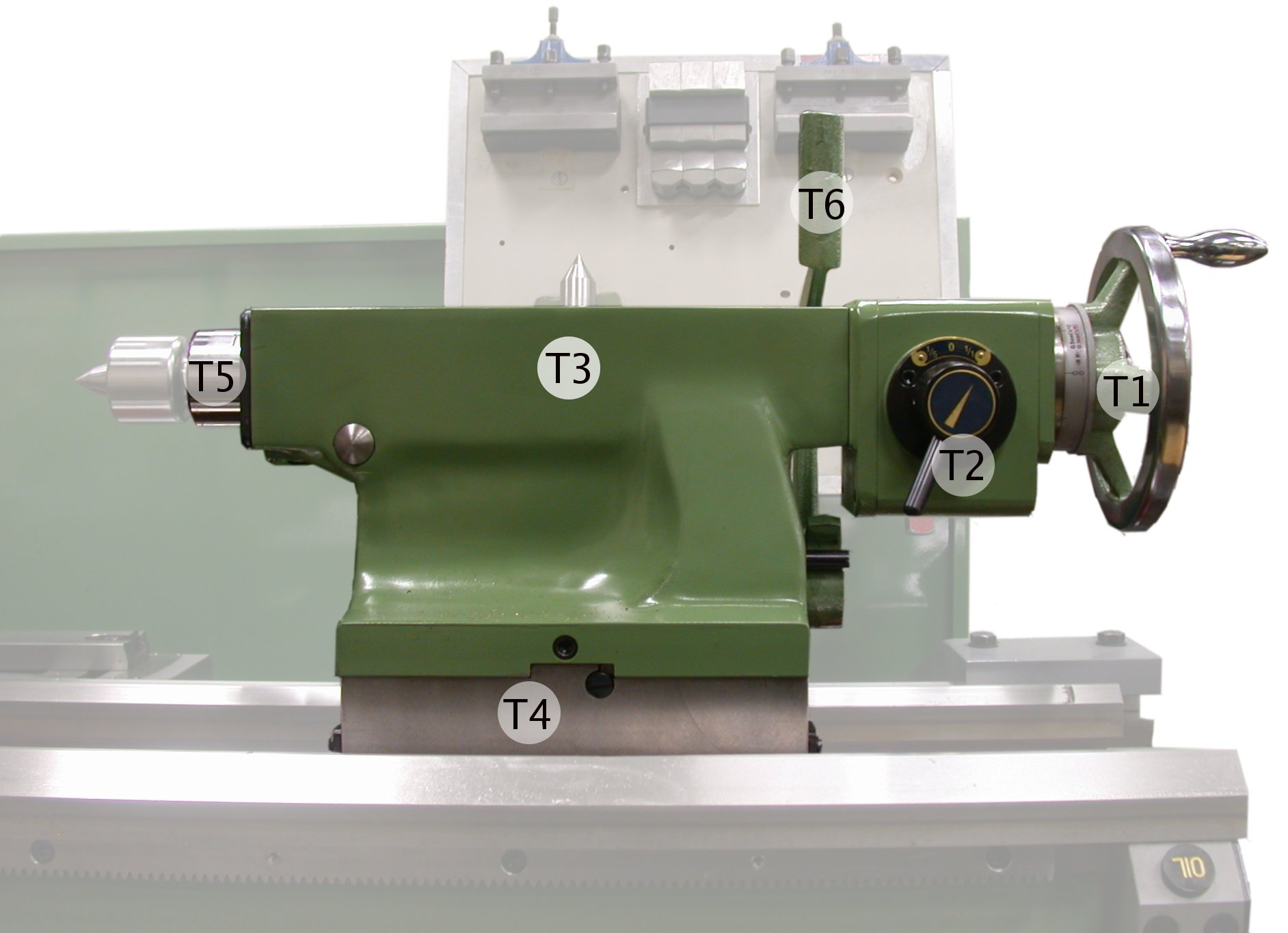
دم برجسته تراش مرکزی Hwacheon. T1: پیچ تغذیه T2: جعبه دنده کاهنده (اختیاری) T3: بدنه T4: پایه قابل تنظیم T5: بشکه T6: اهرم قفل

دستگاه مرغک یکی از قسمت‌های اصلی دستگاه تراش  محسوب می‌شود که در انتهای ماشین تراش قرار گرفته‌است، از دستگاه مرغک برای عملیات‌هایی نظیر تنظیم نوک ابزار، برای نگه داشتن قطعات بلند (خصوصاً هنگام روتراشی)، ایجاد سوراخ، مته مرغک زنی، مخروط تراشی وغیره... استفاده می‌شود.